# Schliersee
Schliersee es un municipio de Baviera, Alemania. Es uno de los 15 municipios que, junto con las ciudades de Miesbach y Tegernsee, integran el distrito de Miesbach, en la Alta Baviera, en la región de los Alpes.

## Geografía

### Ubicación
Schliersee tiene su ciudad principal en la orilla noreste del lago homónimo; Esta ciudad principal es un conocido centro vacacional de los Alpes bávaros, con una larga tradición turística: uno de los lugares de Baviera donde en el siglo XIX se inició tanto el turismo de montaña de verano como el de esquí de invierno. Desde Schliersee se disfruta de una vista clara de las montañas Aiplspitz, Jägerkamp, Brecherspitz y Bodenschneid, que pertenecen a las montañas Mangfall.
Desde 1975, Schliersee es un balneario climático reconocido por el estado bávaro.
La parte sur del municipio de Spitzingsee tiene 1090 metros de altura y es un conocido centro de deportes de invierno y senderismo de montaña.
Las comunidades vecinas son Rottach-Egern, Tegernsee y Gmund am Tegernsee al oeste, Hausham al norte, Fischbachau y Bayrischzell al este.
Schliersee es una pequeña ciudad de mercado. Su nombre proviene del cercano lago homónimo.

## Estructura municipal
El municipio está dividido en 19 secciones: la categoría se indica entre paréntesis.
| - Abwinkl (pueblo) - Attenberg (pueblo) - Breitenbach (pueblo) - Fischhausen (pueblo de la iglesia) - Tierra verde (tierra baldía) - Josefsthal (pueblo) - Kalkgraben (despoblado) - Krainsberg (despoblado) - Kreit (despoblado) - Molinero en molino (aldea) | - Neuhaus (pueblo parroquial) - Oberleiten (desierto) - Purstling (despobldo) - Grieta (despoblado) - Schliersee (ciudad principal) - Schwaig (despoblado) - Lago Spitzing (Lago) - Valepp (aldea) - Westenhofen |

## Espacio natural y geología
La situación natural en el municipio de Schliersee es diversa y compleja. Se extiende desde la zona prealpina de molasa en el norte hasta la zona de flysch al oeste y al este de la ciudad principal y la mitad norte del lago hasta los Alpes de piedra caliza en el sur. En la cuenca de la lengua que corre de norte a sur con el Schliersee, excavada por un glaciar de la glaciación Würm, se encuentran morrenas o grava de la Edad del Hielo sobre los sedimentos más antiguos.
Las rocas de la zona de Molazas del norte del municipio pertenecen a las molasas Inferiores de Aguas Salobres y a las molasas Inferiores Marinas del Oligoceno. El primero incluye las capas de Cyrenen, que consisten en margas y areniscas carbonatadas y contienen vetas de carbón que fueron extraídas en la vecina Hausham de 1860 a 1966.
Las rocas de la zona del flysch forman las cimas de las colinas, en su mayoría boscosas, alrededor de la mitad norte del lago: Huberspitz, Rainer Berg, Auer Berg (formación Tristel), Gindelalmschneid, Aschberg, Krainsbergkogel, Schliersberg y Breitenberg (formación Kalkgraben). El umbral del lago con la isla de Wörth también está hecho de material de la formación Kalkgraben. La formación Kalkgraben tiene como localidad tipo la antigua cantera de Kalkgraben en Schatzelweg en el distrito Schliersee de Kalkgraben. El geotopo se llama localidad tipo porque representa las características de la formación rocosa de una manera característica y, por lo tanto, la formación lleva su nombre. Es uno de los Geotopos de importancia regional y también está incluido en la lista de geotopos del distrito de Miesbach.
Mientras que los Flyschberge todavía tienen en su mayoría un carácter de montaña baja, las montañas Schliersee al sur (como sección de las montañas Mangfall en los Alpes calizos del norte) ya cumplen en muchos aspectos los criterios de alta montaña; Sobre todo, los picos se extienden por encima de la línea de árboles. En la formación de las montañas entre el centro del Schliersee y la frontera con Austria, en el sur, intervienen formaciones muy diferentes: desde el norte, las primeras formaciones del techo de Algovia: v. a. Formación Branderfleck, Formación Ammergau, Formación Ruhpolding, Formación Kössen, piedra caliza y, en términos de superficie, la dolomita principal, que algunos autores consideran parte del techo de Lechtal.
Taferlmoos es un páramo elevado en el límite municipal con Fischbachau.

### Afectan al término municipal los siguientes espacios protegidos
- Zona de protección paisajística para la protección de Schliersee y sus alrededores (LSG-00052.01)
- Zona de protección paisajística LSG “Rotwand” (LSG-00402.01)
- Zona de protección paisajística para la protección de Spitzingsee y sus alrededores (LSG-00060.01)
- Área de fauna, flora y hábitat Montañas Mangfall (8336-371)
- Área de protección de aves (Directiva de aves de la UE) Montañas Mangfall (8336-471)

## Historia
En un documento del monasterio de Frisinga del 21 de enero de 779 se confirma que cinco hermanos fundaron una celda monástica en “Slyrse”, incluida una pequeña iglesia consagrada por el obispo Arbeo. El monasterio estaba en Kirchbichl, al norte de la comunidad actual. Durante las invasiones húngaras en el siglo X fue probablemente destruido, pero refundado por el obispo Otón de Frisinga en 1141 en el lugar de la actual iglesia de San Sixto en Schliersee y convertida en colegiata hacia 1260. Los canónigos vivían en pequeñas granjas alrededor de la iglesia  que aseguraban su sustento. En 1493/95, contra la resistencia de los canónicos, el monasterio fue trasladado a la Catedral de Nuestra Señora (Múnich) y luego abolido en 1803 debido a la secularización.
Como potencia laica, surgió desde el siglo XII el condado de Hohenwaldeck. En esta época también se destacó el castillo de Hohenwaldeck, situado sobre el lago Schliersee. En el siglo XV, se arrebató la soberanía sobre la zona a la diócesis de Frisinga y en 1454 se logró la inmediación imperial. Sin embargo, la ciudad principal del condado era Miesbach con el castillo de Wallenburg. Pero la familia de los condes de Waldeck desapareció ya en 1483. Después de disputas por herencia, Wolfgang von Maxlrain finalmente adquirió la zona en 1516. El dominio de los Maxlrainer sobre Schliersee duró hasta 1734. El condado y con él el área alrededor de Schliersee pasaron luego al electorado de Baviera. Poco a poco también desaparecieron los privilegios de la iglesia señorial, el monasterio de mujeres de Múnich y el Maxlrainer. Los residentes pudieron comprar o vender tierras, se construyeron nuevas casas, la estructura de la población cambió y gradualmente se formó una comunidad.

### Desde la fundación de la iglesia
Como parte de la implementación de la Constitución de Baviera de 1808 mediante el primer edicto municipal, Schliersee se convirtió ese año en una comunidad rural independiente. En 1919 Schliersee se convirtió en ciudad de mercado.

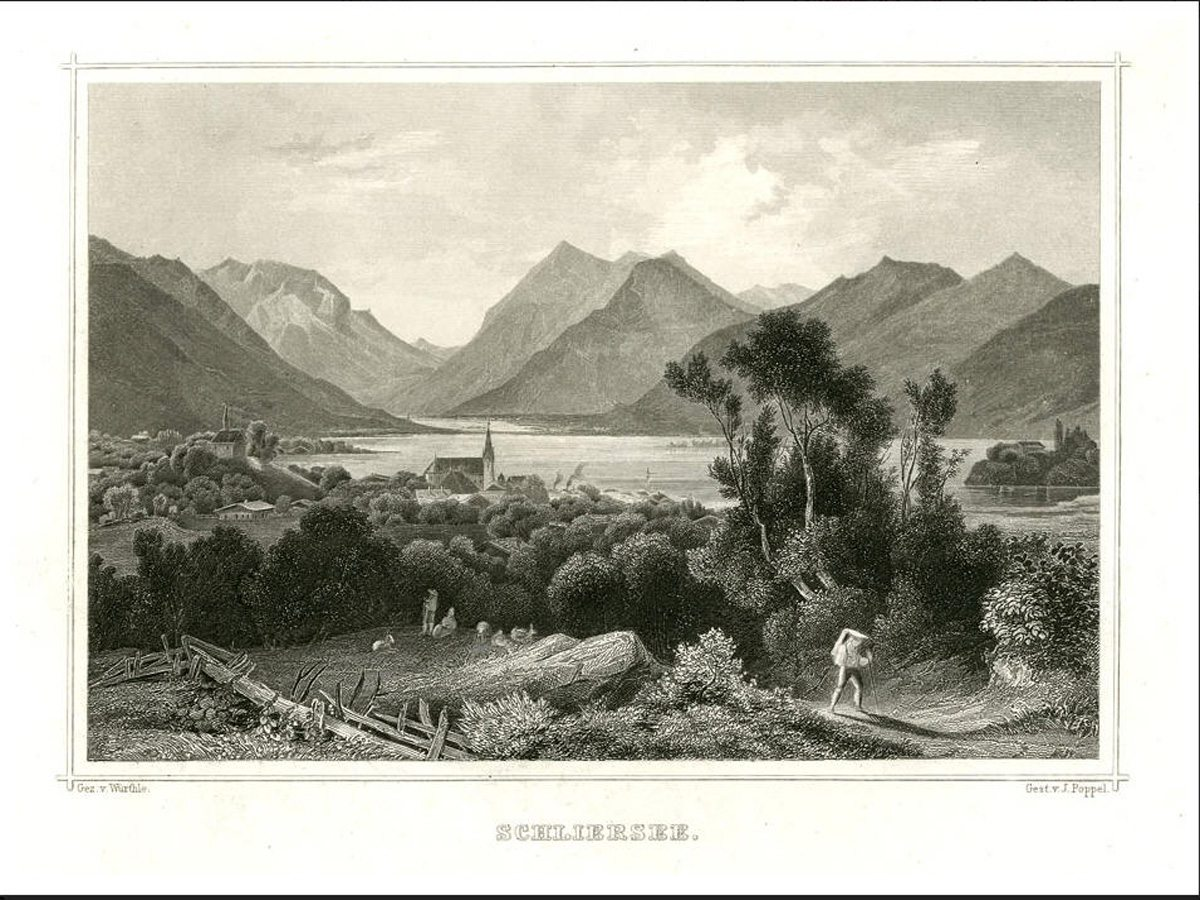
Schliersee alrededor de 1880, de Kirchbichl

También hubo inicios de la industria en la comunidad de Schliersee. De 1867 a 1914 se produjo cristalería en Breitenbach.
En el segundo tercio del siglo XIX los artistas de Múnich descubrieron el tranquilo y romántico Schliersee, y se extendió la fama del mismo como lugar idílico de vacaciones. El 1 de agosto de 1869, Schliersee recibió una conexión ferroviaria con Múnich, lo que provocó un aumento del turismo. Se trazaron rutas de senderismo, se construyeron establecimientos balnearios, se construyeron nuevos restaurantes, hoteles e instalaciones de ocio. En 1888 se fundó el club de disfraces local y en 1892 se fundó el Schlierseer Bauerntheater, el primer teatro campesino bávaro.
A finales de los años 1880, los muniqueses trajeron a las montañas cercanas al Schliersee el nuevo placer invernal del esquí.   A principios del siglo XIX se desarrollaron los deportes de invierno bávaros, siendo Schliersee el pionero. La primera práctica oficial de esquí de fondo en el pueblo se organizó en 1902 y cuatro años más tarde se fundó el club de esquí local. También en 1906 se celebró el primer “Campeonato de esquí de Baviera” con una distancia de 25 km en la “carrera de resistencia con esquís” en los alrededores de Schliersee. En Schliersee también nació el servicio de rescate en montaña de la Cruz Roja: un grupo de esquiadores fundó allí en 1911 la “primera columna médica voluntaria de esquí alemana”. 
En el siglo XIX, numerosas celebridades eligieron Schliersee como su hogar principal o su segundo hogar. Especialmente en los años 30, la comunidad, como todo el valle de Schliersee, pasó a formar parte del vecino Tegernsee, conocido como la "región de los Bonzen". A finales de 1937/38 se fundó en Schliersee la escuela de la SA, que se convirtió en la sede alternativa de la dirección suprema de las SA hacia el final de la guerra. Durante la Segunda Guerra Mundial, los hoteles y pensiones se utilizaron para alojar a soldados heridos y madres con niños desalojados de las grandes ciudades.

## Cultura y lugares de interés

### Teatro
Schlierseer Bauerntheater (fundado en 1892) es el teatro más antiguo de su tipo.

### Museos
En el museo de historia local de Schliersee se presenta la vida rural y el trabajo de los últimos 500 años en una de las casas más antiguas de la ciudad (construida hacia 1450). Además de las salas de estar y de dormir, el museo también cuenta con un ahumadero al aire libre, una sala de jueces y una prisión. La colección incluye muebles y objetos cotidianos, así como una colección de productos de vidrio de la cristalería Schliersee.
En Neuhaus se encuentra el museo agrícola y de deportes de invierno Markus Wasmeier.

### Iglesias y capillas
En la colina de los viñedos se encuentra la capilla gótica de San Jorge del siglo XIV con un altar mayor barroco de 1624. En el muro norte se encuentran las figuras de San Jorge, Sixto y San Bárbara. En la fachada exterior hay una placa conmemorativa de los soldados alemanes que murieron en las batallas de Annaberg en 1921. Desde el viñedo también se tiene una hermosa vista de la ciudad y el lago. En la entrada norte de la ciudad se encuentra la iglesia barroca de San Martín con la tumba de Jennerwein. Finalmente, en el centro de la localidad se encuentra la iglesia parroquial de San Sixto, construida entre 1712 y 1715, con obras de Jan Polak, Erasmus Grasser y Johann Baptist Zimmermann

## Comercio
Schliersee y sus alrededores están dedicados, además de las casas rurales (muchas veces reconvertidas) y los edificios residenciales,  al servicio del turismo (casas para alojamiento y restauración de huéspedes, instalaciones de spa y ocio, servicios como paseos en barco, esquí, alquiler de bicicletas, etc.), y los sectores de servicios cotidianos como el comercio minorista, panaderías, etc., así como las infraestructuras de transporte, todo está claramente orientado al turismo.
El número de empleados sujetos a cotizaciones a la seguridad social aumentó continuamente de 2014 a 2019, de 1.590 a 1.754 (los empleados de la agricultura generalmente no se incluyen en estas estadísticas). De los 1.754 empleados sujetos a cotizaciones a la seguridad social en 2019, 688 (39,2%) trabajaban en el comercio, el transporte y la hostelería, 517 (29,5%) en proveedores de servicios públicos y privados y 204 (11,6%) en proveedores de servicios empresariales, el descanso para las empresas de la industria manufacturera y de la construcción [ 18 ].
Como empresa de fabricación especial, la comunidad alberga la destilería de whisky de malta bávaro Slyr

## Agricultura y ganadería
El uso del suelo en el municipio de Schliersee está determinado principalmente por la gestión de praderas y pastos y la silvicultura. Según el estudio oficial de superficie terrestre, el 83% de la superficie total se utilizó para agricultura o silvicultura en 2019 (64,7% bosque y 18,3% agricultura, esta última exclusivamente para pastizales permanentes). Otros resultados de las estadísticas agrícolas muestran el predominio de la ganadería dentro de la agricultura: en 2016 se contaron 776 bovinos (incluidas 278 vacas lecheras) y solo 6 cerdos, 43 ovejas, 53 caballos y 100 pollos.  De gran importancia, como subárea de cultivo de pastos, es la agricultura alpina extensiva, que aprovecha de forma estacional el potencial de las regiones de gran altitud para la cría de ganado de forma ecológicamente adaptada. El directorio de pastos alpinos de la Asociación Económica Alpina de Alta Baviera enumera para el año 2021 28 pastos alpinos para el municipio de Schliersee. Los pastos alpinos tienen un impacto significativo en el paisaje cultural de las zonas montañosas. En los pastos alpinos se crían principalmente animales jóvenes que no necesitan ser ordeñados; de ahí la proporción comparativamente baja de vacas lecheras entre el total de ganado de la comunidad.

## Eventos regulares
- Carnaval de esquí en Firstalm (domingo de carnaval)
- Triatlón alpino (junio/julio)
- Festival del lago Schliersee (julio/agosto)
- Día de la iglesia en Alt-Schliersee (agosto)
- Festival del lago de montaña en Spitzingsee (agosto)
- Viaje a Leonhardi (noviembre)
- Schlierseer Adviento con música bávara de Adviento y juego de pastores (primer y segundo sábado de Adviento)